# Dương Tông Vĩ
Dương Tông Vĩ (chữ Hán phồn thể: 楊宗緯, giản thể: 杨宗纬, bính âm: Yáng Zōngwěi, tiếng Anh: Aska Yang), sinh ngày 4 tháng 4 năm 1978 là ca sĩ nhạc Mandopop người Đài Loan.

## Gia đình
Dương Tông Vĩ là con trưởng trong một gia đình công nhân viên chức bình thường ở Đài Loan, anh có một người chị gái và một em trai.

## Học vấn
Anh tốt nghiệp Trường Đại học Giáo dục Quốc gia Trường Hóa (NCUE), với chuyên ngành Hướng dẫn và Tư vấn. Trong thời gian học tại NCUE, anh đã tham gia các cuộc thi ca hát và giành được một số giải thưởng. Anh hiện đang học chương trình Thạc sĩ Tâm lý tại Đại học Thể thao Quốc gia Đài Loan (NTSU).

## Sự nghiệp

### Các albums.
| Ngày phát hành | Tên album | Các bài hát |
| -------------- | --------- | --- |
| 11/01/2008     | Bồ câu    | Nhường (让) Cơn gió hạnh phúc (幸福的风) Bồ câu (鸽子) Hành tây (洋葱) 重来好不好 One day 谁会改变我 存爱 Khát vọng tình yêu (对爱渴望) 回忆沙漠 Người xem (你看)                                                                             |
| 26/08/2011     | Màu gốc   | Nội tình (底细) Hoài châu (怀珠) Ánh sáng (光影) Bị lãng quên (被遗忘的) Tham (馋) 因为单身的缘故 前戏 Tình trường hoang dã (蛮荒情场) Hát sai lời (唱错歌词) Thần trộm thời gian/Người mẹ ánh trăng (时间神偷) Người đàn ông đó (那个男人)   |
| 29/03/2013     | Tình đầu  | Thật ra không có gì (其实都没有) Quên đi tôi (忘了我) Muốn nói với em (想对你说) Lưỡng lự (低回) Tình đầu (初爱) Không có gì là không thể (没有什么不能) Ngây thơ (无邪) Thất thường (无常) Trốn đi (出走) Trên con đường đi tới (这一路走来) |

### Các ca khúc Nhạc phim.
| TT | Tên ca khúc                                                                                   | Tên Phim                               | Ngày phát hành |
| -- | --------------------------------------------------------------------------------------------- | -------------------------------------- | -------------- |
| 01 | Bởi vì gặp được em - Dương Tông Vĩ ft. Thích Vy \| 为了遇见你                                 | Drama Tình yêu ắt có ý trời            | 21.02.2013     |
| 02 | Chúng ta giống như đã từng gặp nhau ở đâu đó - Dương Tông Vĩ ft. Diệp Bội \| 我们好像在哪见过 | Drama Chúng ta kết hôn đi              | 07.11.2013     |
| 03 | Khoảng trống \| 空白格                                                                        | Movie Một đời một kiếp                 | 27.08.2014     |
| 04 | Một lần là tốt rồi \| 一次就好                                                                | Movie Chàng ngốc đổi đời               | 15.10.2015     |
| 05 | Chân tướng cấm khu \| 真相禁区                                                                | Movie Chân tướng cấm khu               | 25.11.2015     |
| 06 | Chúng ta yêu nhau đi \| 咱们相爱吧                                                            | Drama Chúng ta yêu nhau đi             | 30.10.2016     |
| 07 | Lạnh bạc - Dương Tông Vĩ ft. Trương Bích Thần \| 涼涼                                         | Drama Tam sinh tam thế Thập lý đào hoa | 09.01.2017     |
| 08 | Trời tối rồi \| 天已黑                                                                        | Drama Hoan lạc tụng 2                  | 19.05.2017     |
| 09 | Sinh mệnh được bạn chiếu sáng \| 生命被你照亮                                                 | Movie Thiểm Quang thiếu nữ             | 18.07.2017     |
| 10 | Một đoạn tình cảm \| 一场恋爱                                                                 | Drama Trường Săn                       | 06.11.2017     |
| 11 | Không thể yêu \| 爱不得                                                                       | Drama Người đàm phán                   | 07.02.2018     |
| 12 | Là duyên \| 是緣                                                                              | Tam sinh tam thế Thần Tịch duyên       | 15.07.2019     |
| 13 | Đèn nền \| 背光                                                                               | Biến mất cùng ánh sáng                 | 13.12.2019     |
| 14 | Rạp hát con người \| 人間劇場                                                                 | Đại Hồng Bao                           | 22.01.2021     |

### Các bài hát.
| TT | Tên ca khúc                                       |                                                        | Ngày phát hành |
| -- | ------------------------------------------------- | ------------------------------------------------------ | -------------- |
| 01 | Tiếu Thiên hạ \| 笑天下                           | Ca khúc chủ đề game "Càn quét Thiên hạ"                | 27.06.2013     |
| 02 | Bài ca tương lai \| 歌未央                        | Ca khúc chủ đề phim điện ảnh về du lịch "Tối Đài Loan" | 07.08.2013     |
| 03 | Lấp lánh \| 闪耀                                  | Ca khúc chủ đề của SUMMER SONIC tại Trung Quốc         | 12.09.2013     |
| 04 | Anh thay đổi, anh không thay đổi \| 我变了 我没变 | Ca khúc chủ đề "12 năm Kinh Đông - Sơ tâm vị biến"     | 13.05.2015     |
| 05 | Thiên đăng \| 天灯                                |                                                        | 09.10.2015     |
| 06 | Thiên Long Bát bộ \| 天龙八部                     | Ca khúc chủ đề game "Thiên Long Bát bộ"                | 16.05.2017     |
| 07 | Vượt qua đồi núi \| 越过山丘                      |                                                        | 18.07.2017     |

### Concert.
| TT | Concert                                                                          | Các trạm                                                                                 | Thời gian |
| -- | -------------------------------------------------------------------------------- | ---------------------------------------------------------------------------------------- | --- |
| 01 | Star! Start! 星空传奇演唱会                                                      | Đài Bắc                                                                                  | 17.05.2008 |
| 02 | 星光传奇演唱会                                                                   | Las Vegas                                                                                | 03.04.2010 |
| 03 | World Tour "Mang đến một bài thơ" \| "带一首诗来"世界巡回演唱会                  | Thượng Hải Bắc Kinh Quảng Châu Phúc Châu Hàng Châu                                       | 12.12.2015 19.12.2015 09.01.2016 16.01.2016 03.04.2016                                                        |
| 04 | Concert Tour "Vocal Thanh Thanh Thanh Thanh" \| 声声声声VOCAL巡回演唱会          | Bắc Kinh Đại Liên Thâm Quyến Thượng Hải Nam Kinh                                         | 22.10.2016 05.11.2016 12.11.2016 26.11.2016 03.12.2016                                                        |
| 05 | Concert Journey Of Love (Khách mời)                                              | Las Vegas                                                                                | 25.12.2016 |
| 06 | Concert Tour "Vocal Thanh Thanh Thanh Thanh Plus" \| 声声声声VOCAL巡回PLUS演唱会 | Thượng Hải Tây An Hàng Châu Quảng Châu Nam Kinh Bắc Kinh Vũ Hán Trường Sa Thành Đô Macau | 24.09.2017 14.10.2017 21.10.2017 13.01.2018 27.01.2018 04.04.2018 13.04.2018 21.04.2018 05.05.2018 19.05.2018 |
| 07 | Concert "Kiên trì - ước mộng" \|「坚持梦想」洛杉矶演唱会                         | Los Angeles, USA                                                                         | 18.11.2017 |
| 08 | Concert "A Tiny World" \| 世界还小纽约演唱会                                     | New York, USA                                                                            | 24.03.2018 |

### Các cuộc thi âm nhạc.
- Dương Tông Vĩ xuất đạo từ cuộc thi Con đường siêu sao năm 2007 của Đài Loan.
- Năm 2013, Dương Tông Vĩ tham gia "Tôi là ca sĩ" mùa đầu tiên của đài Hồ Nam, các ca khúc tiêu biểu của Dương Tông Vĩ từ cuộc thi này như Rụt rè, Khoảng trống, Hồi ký lưu lạc, Yêu nhất, ...
- Năm 2014, là thành viên của công ty Thiên Hạo Thịnh Thế tham gia cuộc thi Âm nhạc Kim Chung, đạt giải Ca vương với các ca khúc Nội tình, Phù sinh thiên sơn lộ, Tầng 12, True Colors, ...
- King Of Mask Singer China mùa đầu tiên năm 2015, tham gia với tên Phổ La Thước Tu Tư, chỉ với ca khúc là Theo em đến tận chân trời, Nhìn thấu, Hồng trần đến rồi đi như một giấc mộng và Nhưng biết làm sao đây, nhưng đã để lại ấn tượng về cả giọng hát, cách hát và cả con mắt chọn bài hát.
- Ngoài ra, là khách mời của một số cuộc thi khác như Sing My Song mùa 2, Cuộc chiến Thiên Lại mùa 1, Khóa giới Ca vương mùa 2, ...